# Oberbergisches Land

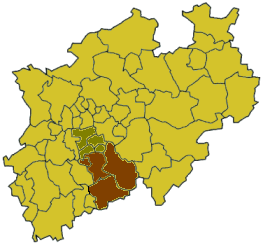
Oberbergisches Land (braun) und Niederbergisches Land (dunkelgelb)in Nordrhein-Westfalen (gelb)

Das Oberbergische Land ist der südöstliche Teil des Bergischen Landes in Nordrhein-Westfalen.
Im heutigen Sprachgebrauch wird mit dem „Oberbergischen“ manchmal, aber nicht korrekt das Gebiet des heutigen Oberbergischen Kreises bezeichnet.
Während des 19. und 20. Jahrhunderts verstand man unter dem Oberbergischen Land in etwa das Gebiet des Oberbergischen Kreises vor 1975, also das Gebiet südlich des Einzugsgebiets von Wupper und Dhünn ohne natürliche Abgrenzung nach Westen zum Rheinisch-Bergischen. Keinesfalls wurden Radevormwald, Hückeswagen und Wipperfürth (die seit 1975 zum Kreis gehören) zum Oberbergischen gezählt.
Historisch ist das Oberbergische Land wesentlich weiter zu fassen. Bereits 1740 trennte eine Beschreibung des Herzogtums Berg mit seinen 17 Ämtern das „Niederbergische Land“ nördlich der Wupper vom „Oberbergischen“ südlich der Wupper. Rein historisch betrachtet gehörten weite Teile des Oberbergischen Kreises gar nicht zum Herzogtum Berg, sondern zu den Herrschaften Gimborn und Homburg.
Das Oberbergische umfasst somit im historischen Sinne
- den Rheinisch-Bergischen Kreis,
- den Oberbergischen Kreis,
- den rechtsrheinischen Teil des Rhein-Sieg-Kreises und
- die kreisfreie Stadt Leverkusen.

## Wolfsgebiet Oberbergisches Land
Nach dem bestätigten Nachweis eines Wolfsrudels in der Gemeinde Eitorf im Rhein-Sieg-Kreis hat das Umweltministerium des Landes Nordrhein-Westfalen mit Wirkung zum 20. August 2020 das Wolfsgebiet Oberbergisches Land ausgewiesen. Es handelt sich damit um das vierte Wolfsgebiet des Bundeslandes. Die Ausweisung eines solchen Wolfsgebietes ist unter anderem für die Nutztierhaltung wichtig, weil das Land Nordrhein-Westfalen in diesen Bereichen auf der Grundlage der Förderrichtlinien Wolf Investitionen in vorbeugende Herdenschutzmaßnahmen fördert und auch eine bessere finanzielle Unterstützung der Weidetierhaltung ermöglicht.
Das Gebiet umfasst eine Fläche von 754 km² und erstreckt sich über die folgenden Städte bzw. Gemeinden vollständig:
- Oberbergischer Kreis: Stadt Waldbröl, Gemeinden Morsbach und Nümbrecht.
- Rhein-Sieg-Kreis: Städte Hennef (Sieg), Lohmar und Siegburg, Gemeinden Eitorf, Much, Neunkirchen-Seelscheid, Ruppichteroth und Windeck.

Die Pufferzone zu diesem Wolfsgebiet umfasst eine Fläche von 1.172 km².